# Juan Vicente de Güemes Padilla Horcasitas y Aguayo
Juan Vicente de Güemes Padilla Horcasitas y Aguayo Güemes Padilla Horcasitas y Aguayo, secondo conte di Revillagigedo (L'Avana, 5 aprile 1738 – Madrid, 2 maggio 1799), è stato un generale spagnolo e viceré della Nuova Spagna dal 17 ottobre 1789 all'11 luglio 1794.
È conosciuto come grande innovatore ed uno dei migliori amministratori della Spagna coloniale.

## Biografia

### Gioventù e carriera militare
Fin da giovane, Güemes Padilla Horcasitas fece parte dell'esercito, e si distinse combattendo i britannici nell'assedio di Gibilterra. Raggiunse il grado di tenente colonnello. Era cavaliere dell'Ordine di Carlo III, barone di Benilova y Rivarroja e gentiluomo di camera di Sua Maestà.

### Primi giorni da viceré
Giunse a Veracruz l'8 ottobre 1789 assumendo gli incarichi di viceré, capitano generale e presidente della Audiencia il 17 dello stesso mese. Fu il terzo viceré creolo. Il padre, Juan Francisco de Güemes y Horcasitas, era capitano generale dell'isola di Cuba quando nacque il figlio, ed in seguito viceré della Nuova Spagna (1746-55). Si dice che il figlio dormisse solo tre o quattro ore a notte, alzandosi all'una del mattino per iniziare il lavoro.
Nel giro di una settimana da quando Güemes Padilla aveva iniziato a governare, un gruppo di fuorilegge aveva ucciso Joaquín Dongo, mercante ed importante cittadino della capitale, assieme a 10 suoi dipendenti. Güemes Padilla trovò i responsabili in 13 giorni, li processo e li giustiziò. Blanco, Aldama e Quintero, tutti spagnoli, furono garrotati il 7 novembre, su un patibolo eretto in Plaza de Mexico. Per questo venne spesso chiamato Vendicatore di Giustizia.
Altri due importanti omicidi accaddero durante il suo mandato. La prima vittima fu il prefetto del monastero di Merced, ucciso da un sacerdote per suo ordine il 23 settembre 1790. L'altro fu l'omicidio, il 25 giugno 1792, di Lucas de Gálvez, governatore e capitano generale dello Yucatán.

### Le sfide della sua amministrazione
Trovò la capitale sporca e rovinata. Molte persone giravano in vesti leggere e cappelli di paglia. Le case erano fatte male e tenute peggio. L'educazione pubblica era scadente. Non esistevano scuole primarie gratuite, e le altre scuole pubbliche erano mediocri. Molte strade non erano curate, e vi si poteva girare solo a piedi o col mulo. Lo stato dell'esercito era sconvolgente.

### Le riforme
Ordinò subito la pulizia del palazzo reale, vietando le bancarelle che vendevano cibo. Proibì alla popolazione di gettare la spazzatura nelle strade. Tolse gli animali randagi dalle strade. Vietò le costruzioni senza licenza delle autorità. Proseguì la pavimentazione delle strade all'esterno del centro cittadino.
Fece molto per diminuire la corruzione tra gli impiegati governativi. Implementò un nuovo sistema amministrativo di intendenza (iniziato dal precedente viceré, Alonso Núñez de Haro y Peralta). Riorganizzò i tribunali e fondò scuole per indigeni in varie città. Assunse insegnanti competenti per l'Accademia di San Carlos, istituendo una cattedra di matematica. Ne creò un'altra di anatomia presso l'Ospedale Generale dei Nativi.
Ordinò la creazione di mappe delle principali città, stimolando la creazione di ditte, e proseguendo il lavoro del sistema di drenaggio di Città del Messico. Stimolò la coltivazione di piante tessili (cotone, canapa, lino e gelso) regolamentando il taglio della legna.
Güemes Padilla ripulì Città del Messico installando anche luci notturne in molti altri villaggi. Tutte le strade principali della capitale erano illuminate alla fine del suo mandato. Intensificò la costruzione di strade per raggiungere Veracruz, Acapulco, Guadalajara, San Blas e Toluca, istituendo un servizio postale quindicinale verso le capitali delle intendenze. Promosse la costruzione di edifici pubblici ed acquedotti. Istituì una sorveglianza notturna ed una specie di squadra antincendio. Creò anche gli archivi generali della colonia, raggruppando i documenti importanti. Ordinò lo spostamento dei cimiteri all'esterno della città. Fece costruire nuove navi per proteggere le coste.
Come risposta alla rivoluzione francese, proibì l'importazione di libri e periodici che propagandavano le nuove idee. La guerra spagnola contro la Francia era molto onerosa, e Güemes Padilla inviò 3 milioni di pesos alla madrepatria, oltre ai normali tributi.
Iniziò gli scavi nella Plaza de Armas di Città del Messico, durante i quali fu scoperto la Piedra del Sol (1790). Questi scavi facevano parte di un progetto teso a livellare le strade. Nel 1792 fondò il Collegio Reale della Minatura. Aiutò le ricerche botaniche di Martín Sessé y Lacasta, che portarono alla scrittura del Flora mexicana (1894). Ordinò un censimento della colonia che quantificò gli abitanti in 4 484 000.
Il 14 novembre 1789 fu per la prima volta registrato l'avvistamento dell'aurora polare a Città del Messico. Gli abitanti erano convinti che il paradiso fosse in fiamme, e che la fine del mondo era vicina. Il 27 dicembre 1789 fu proclamato il nuovo re, Carlo IV, in Messico. Il famoso scultore messicano Jerónimo Antonio Gil coniò una serie di medaglie per commemorare l'evento. Il 21 febbraio 1794 nacque a Xalapa il pluri-presidente messicano Antonio López de Santa Anna.

### Esplorazioni
Alessandro Malaspina, comandante delle fregate Descubierta e Atrevida, giunse in Messico nel 1791 nel corso di un viaggio politico e scientifico attraverso le colonie spagnole. Malaspina fece esaminare gli archivi della colonia da numerosi suoi ufficiali. Si trattava di uno dei compiti politici della spedizione di Malaspina, per il quale Malaspina ed i suoi ufficiali erano stati insigniti di un'autorità superiore a quella del viceré. Dionisio Alcalá Galiano era a capo degli ufficiali di Malaspina.
Mentre si trovava in Messico, Malaspina riceveva ordini dal re di Spagna di indagare su un possibile passaggio a nord-ovest in Alaska. Tornando ad Acapulco Malaspina seppe della scoperta dell'entrata dello stretto di Georgia, risultato dall'esplorazione di Francisco de Eliza inviato da Güemes Padilla nel 1791. Güemes Padilla stava preparando spedizioni per esplorare lo stretto di Juan de Fuca fin dal 1791. Il comando fu dato a Francisco Antonio Mourelle, con l'uso di due nuovi schooner, il Mexicana ed il Sutil. Ma Malaspina riuscì a prendere il controllo degli schooner, sostituire Mourelle con Alcalá Galiano, e mandare le navi nello stretto di Georgia.
La spedizione di Galiano ebbe luogo nel 1792. Dato che Malaspina fu imprigionato per motivi politici al suo ritorno in Spagna (1794), il racconto della spedizione non fu mai pubblicato. I racconti di Galiano furono invece editi nel 1802, ma epurati da tutte le citazioni su Malaspina. Si disse invece che fosse stato Galiano ad aver agito per ordine di Güemes Padilla. Questa invenzione è ancora sostenuta largamente ai giorni nostri. Avendo sponsorizzato l'esplorazione, molti luoghi dell'America settentrionale portano il suo nome, come ad esempio l'isola di San Juan, l'isola di Orcas e l'isola di Guemes.

### Fine della sua amministrazione
Nel 1794 le proteste avanzate dall'ayuntamiento (governo cittadino) portarono ad un juicio de residencia contro il viceré davanti al Consiglio delle Indie. Si era fatto molti nemici lottando contro la corruzione. Al viceré fu ordinato di tornare in Spagna per difendersi dalle accuse. Fu assolto, ed agli accusatori furono addebitati i costi del processo.
Nonostante il buon lavoro e la popolarità tra i suoi sudditi, Güemes Padilla mantenne l'incarico per soli cinque anni. Nonostante re Carlo IV fosse il monarca ufficiale, il potere era gestito dalla moglie, Maria Luisa di Borbone-Parma, e dal suo Manuel Godoy. Godoy non condivideva le riforme di Güemes Padilla, e la mancanza di ambizioni territoriali nel Pacifico nord-occidentale. Godoy lo sostituì appena poté.

### Morte e retaggio
Morì il 2 maggio 1799 (alcune fonti dicono il 12 maggio) a Madrid. In suo onore Carlo IV nominò i suoi discendenti Grandi di Spagna.
L'isola Revillagigedo, nell'arcipelago Alessandro in Alaska sud-orientale, prende da lui il nome, così come la San Juan Island nello stato di Washington e le isole Revillagigedo, nella penisola di Bassa California sud-occidentale. Esiste anche il palazzo Revilla-Gigedo a Gijón, in Spagna.